# Big Bill Broonzy
Big Bill Broonzy (Scott megye, 1893. június 26. – Chicago, 1958. augusztus 15.), amerikai bluesénekes, gitáros.

| Big Bill Broonzy                          | Big Bill Broonzy                          |
| Kattints az alábbi külső linkek egyikére! | Kattints az alábbi külső linkek egyikére! |
| ----------------------------------------- | ----------------------------------------- |
| Nem található szabad kép.(?)              |                                           |
| külső link · jogvédett                    | Big Bill Broonzy                          |

## Pályafutása
Tizenheten voltak testvérek. Gyermekkora nagy részét Arkansasban töltötte. Nagybátyja hegedülni tanította, amivel fel is lépett. Közben mezőgazdasági munkás volt. 1920-ban Chicagóba ment, ahol apja megtanította gitározni. 1927-ben készültek első felvételei. Dalai közt volt a „Big Billy Blues” című dal, ami művésznevévé vált.
Eleinte nem tudott megélni a zenéből, de 1927 és 1942 között már több mint 200 dalt vett fel. 1936 körül kis zenekarral kezdett fellépni (basszusgitár, szájharmonika, zongora,  fúvósok). Az ekkor készült felvételek Big Bill és Chicago Five néven kereskednek.
Az 1930-as években Memphis Minnievel lépett fel. Az 1950-es években többször bejárta Európát. Fellépett, felvételeket készített többek között Pete Seegerrel, Sonny Terryvel, Brownie McGhee-vel, Lead Belly-vel.
Gégerák következtében halt meg.

## Lemezek
- Big Bill Blues (2002)
- Big Bill Broonzy V9 1939
- Big Bill Broonzy, Vol. 7: 1937-1938 (2004)
- Big Bill's Blues
- Big Billy Blues (2003)
- Bill Broonzy Story (1999) Box Set
- Black, Brown & White (1995)
- Blues Is My Business (2003) Remastered
- Chicago 1937-1945 (2002)
- Complete Recorded Works Vol. 10 (1940) (1993)
- Complete Recorded Works Vol. 11 (1940-42) (1993)
- Complete Recorded Works Vol. 12 (1945-47)
- Complete Recorded Works Vol. 2 (1932-34)
- Complete Recorded Works Vol. 4 (1935-36) (1991)
- Complete Recorded Works Vol. 5 (1936-37) (1992)
- Complete Recorded Works Vol. 6 (1937) (1993)
- Complete Recorded Works Vol. 8 (1938-39) (1993)
- Do That Guitar Rag 1928-1935 (1991)
- Essential Big Bill Broonzy (2001)
- Get Back (2004)
- Good Boy (2005)
- Good Time Tonight (1990)
- Historic Concert Recordings (1957)
- I Can't Be Satisfied (2001)
- King Of The Blues #15 - The Father Of Chicago Blues
- Legendary Blues Recordings: Big Bill Broonzy
- Big Bill Sings Folk Songs
- Southern Blues (2000)
- Trouble In Mind (2000)
- Young Bill Broonzy